# Dietmar Grabotin
Dietmar Grabotin (* 28. März 1959 in Erlenbach) ist ein ehemaliger deutscher Fußballspieler und Trainer.

## Karriere
Beim TSV Erlenbach begann Grabotin mit dem Fußballspielen und war 1974 Mitglied in der Schülernationalmannschaft. Nach einem einjährigen Gastspiel beim VfR Heilbronn wechselte er in die A-Jugend des VfB Stuttgart, mit der er 1977 im Finale um die deutsche A-Junioren-Meisterschaft stand, das der VfB jedoch mit 1:2 gegen den MSV Duisburg verlor. Im selben Jahr spielte er für die deutsche Jugendnationalmannschaft beim UEFA-Juniorenturnier. 1979 wechselte der Abwehrspieler in die 2. Fußball-Bundesliga zu Alemannia Aachen, für die er in den folgenden fünf Jahren 181 Spiele (vier Tore) absolvierte. 1984 wurde Grabotin vom Bundesligisten Fortuna Düsseldorf unter Vertrag genommen, wo er bis 1987 insgesamt 36 Bundesligaspiele absolvierte. Sein Debüt in der höchsten deutschen Spielklasse gab er am 5. Oktober 1984 (7. Spieltag) bei der 2:5-Niederlage gegen Bayer 05 Uerdingen. Von 1987 bis 1989 spielte Grabotin für den VfL Osnabrück und kam zu weiteren 38 Zweitligaeinsätzen.
1989 kehrte Dietmar Grabotin zur Aachener Alemannia zurück und wurde dort Sportlicher Leiter. Die Saison endete für den Verein mit dem Abstieg aus der zweiten Bundesliga in die Oberliga Nordrhein. Grabotin übernahm daraufhin das Traineramt beim Verbandsligisten 1. FC Wülfrath, den er 1992 zum Aufstieg in die Oberliga führte. Es folgten weitere Engagements bei Oberligisten aus Westfalen und vom Nordrhein, so beim VfL Gevelsberg, SC Jülich 1910 und Schwarz-Weiß Essen.
Im März 2015 wurde er Trainer des Bezirksliga-Tabellenführers SSVg Heiligenhaus.